# كيسيجو
كيسيجو (寄生獣 Kisējū، "وحش متطفل")، يُعرف في أمريكا الشمالية باسم پاراسايت (بالإنجليزية: Parasyte) هي سلسلة مانغا للكاتب هيتاشي إيواكي نُشرت في مجلة كودنشا أفترنون من 1990 إلى 1995. اقتبست المانغا إلى مسلسل أنمي تلفزيوني عام 2014، وإلى فلمي أكشن حي في 2014 و2015. ومسلسل كوري حي من انتاج نتفليكس عام 2024.

## القصة
شينتشي شاب في الثامنة عشر من عمره يعيش حياة هادئة وطبيعية جدا مع والديه، وفي أحد الليالي تغزو مخلوقات غريبة الأرض تُدعى «الطفيليات» تستحوذ على عقل الإنسان لتتغدى على لحوم الناس وتقضي على بعضها البعض، ولكن احدها يتسلل في الليل إلى منزل شينتشي ويفشل في الاستحواذ على عقله فيتبقى له أن يسيطر على يده اليسرى، وبالمسلسل يسيطر على يده اليمنى فيتعارفو فيما بينهم بعدها ويتحدو للقضاء على الطفيليات الأخرى لارتكابهم جرائم اللحم الممزق.

## الوسائط

### الأنمي
تم تحويل المانگا لمسلسل أنمي تلفزي من قِبَل إستديو مادهاوس تحت اسم كيسيجو سياح نو كاكوريتسو (寄生獣 セイの格率 Kiseijū Sei no Kakuritsu)، وقد بدأ عرضه في 8 أكتوبر 2014.

### قائمة الحلقات
كل حلقة مُسماة على اسم عمل أدبي
| #  | العنوان                                                                                 | تاريخ العرض    |
| -- | --------------------------------------------------------------------------------------- | -------------- |
| 1  | «المسخ» Die Verwandlung (変身)                                                          | 8 أكتوبر 2014  |
| 2  | «الشيطان في الجسد» Le Diable au corps (肉体の悪魔)                                      | 15 أكتوبر 2014 |
| 3  | «الندوة» Συμπόσιον (饗宴)                                                               | 22 أكتوبر 2014 |
| 4  | «شعر متتشابك» Midaregami みだれ髪 (みだれ髪)                                            | 29 أكتوبر 2014 |
| 5  | «الغريب» L’Étranger (異邦人)                                                            | 5 نوفمبر 2014  |
| 6  | «ثم تشرق الشمس» The Sun Also Rises (日はまた昇る)                                       | 12 نوفمبر 2014 |
| 7  | «ليلة مظلمة تمر» 暗夜行路, An'ya Kōro (暗夜行路)                                        | 19 نوفمبر 2014 |
| 8  | «نقطة التجمد» Hyōten 氷点 (氷点)                                                        | 26 نوفمبر 2014 |
| 9  | «ما وراء الخير والشر» Jenseits von Gut und Böse (善悪の彼岸)                            | 26 نوفمبر 2014 |
| 10 | «يا له كون غريب» What Mad Universe (発狂した宇宙)                                       | 3 ديسمبر 2014  |
| 11 | «الطائر الأزرق» L'Oiseau bleu (青い鳥)                                                  | 10 ديسمبر 2014 |
| 12 | «قلب» Kokoro こころ (こころ)                                                            | 24 ديسمبر 2014 |
| 13 | «صباح الخير أيها الحزن» Bonjour Tristesse (悲しみよこんにちは)                          | 7 يناير 2015   |
| 14 | «الجين الأناني» The Selfish Gene (利己的な遺伝子)                                       | 14 يناير 2015  |
| 15 | «شيء ما شرير من هذا الطريق يأتي» Something Wicked This Way Comes (何かが道をやって来る) | 21 يناير 2015  |
| 16 | «عائلة سعيدة» 幸福的家庭 (幸福な家庭)                                                   | 28 يناير 2015  |
| 17 | «مغامرة المتحري الفاني» The Adventure of the Dying Detective (瀕死の探偵)               | 4 فبراير 2015  |
| 18 | «أكثر من إنسان» More Than Human (人間以上)                                              | 11 فبراير 2015 |
| 19 | «بدمٍ بارد» In Cold Blood (冷血)                                                         | 18 فبراير 2015 |
| 20 | «جريمة وعقاب» Crime and Punishment (罪と罰)                                             | 25 فبراير 2015 |
| 21 | «جنس وروح» (性と聖)                                                                     | 4 مارس 2015    |
| 22 | «خمود ونهوظ»                                                                            | 11 مارس 2015   |
| 23 | «حياةٌ ونُذور»                                                                            | 18 مارس 2015   |
| 24 | «الوحش المتطفل» 寄生獣 Kiseijuu (寄生獣)                                                | 25 مارس 2015   |

## روابط خارجية
- كيسيجو على موقع IMDb (الإنجليزية)
- كيسيجو على موقع ليتربوكسد (الإنجليزية)
- كيسيجو على موقع كينوبويسك (الروسية)
- كيسيجو على موقع قاعدة بيانات الفيلم (الإنجليزية)
- كيسيجو على موقع ANN anime (الإنجليزية)
- كيسيجو على موقع ANN manga (الإنجليزية)